# Chrysopa siderocephala
Chrysopa siderocephala is een insect uit de familie van de gaasvliegen (Chrysopidae), die tot de orde netvleugeligen (Neuroptera) behoort. 
Chrysopa siderocephala is voor het eerst wetenschappelijk beschreven door Navás in 1933.